# 雅克·马霍马
雅克·伊隆達·马霍马（法語：Jacques Ilonda Maghoma，1987年10月23日—）是一名剛果籍足球運動員，司職中場。

## 球會生涯

### 热刺
马霍马生於薩伊盧本巴希，在2003年加入熱刺青訓系統，後來晉升至預備隊並有不少上陣紀錄。2009年6月，在熱刺學師五年後終被球會放棄。

### 保顿艾尔宾
自由身的马霍马在保顿艾尔宾和靴尔福特联短暫試訓後，他決定與保顿艾尔宾簽約兩年。
2009年8月8日，马霍马首次上場作客對戰谢斯伯利，以3-1落敗。他首顆職業進球是10月19日以2-0擊敗巴尼特的比賽，第二顆進球是2010年2月6日主場以1-0戰勝韦尔港，2月16日作客莫克姆再進一球，球隊最終以3-2落敗。在對切尔滕汉姆的比賽，马霍马弄傷了膝部，至4月5日對貝里的比賽才能康復上場。可是對伯恩茅斯的比賽再次弄傷膝部，這次需要開刀做手術，缺席賽季餘下兩場賽事。马霍马首個職業賽季在各項比賽共上場38次及打3進球。
马霍马在2010/11季前熱身賽對伊爾基斯頓的賽事重返球場，他在9月初拒絕國家隊的徵召以集中精力在球隊賽事上 ，並在2010年9月18日對克鲁的賽事打進新賽季首顆進球，以1-1戰平。其後在足總盃第二輪以3-1擊敗切斯特菲尔德和3-1聯賽戰勝绍森德的賽事均取得進球。之後對莫克姆 和切尔滕汉姆的比賽他亦取得進球。在1-1戰平绍森德的賽事，马霍马在完場前6分鐘因為向绍森德球迷使用侵犯性語言而領紅，而此比賽結果亦使球隊保級成功。马霍马成為球隊最穩定的外場球員，賽季共上場45次打入5球 ，使他當選為球迷選出的最年度最佳球員第二名，僅次於亚当·莱格兹丁斯。由於與球隊合約期快結束，使马霍马的未來去向變得不明朗，教練亦接受他離隊的事實。然而马霍马拒絕了外國球隊的邀請，與保顿艾尔宾續約兩年。
2011/12球季首場聯賽，马霍马由為停賽而無法上場。他在新賽季首次上場是聯賽盃第一輪作客伯恩利，他在臨完場前打進一球使球隊追成平手，需以進入加時賽以決勝負，可是球隊最終以6-3出局。马霍马新球季首次聯賽上場是2011年8月13日以1-1打平谢斯伯利的比賽，首顆進球是2-0擊敗斯温登的賽事取得。马霍马在對吉林汉姆的賽事導致踝傷，使他需休養一星期，後來的診斷顯示他需要做六個星期觀眾。2011年10月22日，他在2-1擊敗布里斯托尔流浪者的比賽重返賽場，以替補身份入替上場。對罗瑟勒姆的比賽他拉傷大腿肌肉，需等到2012年3月17日對托奎联的比賽才復出。整個球季他在各項賽事上場38次並打進球5球。
马霍马在2012/13賽季表現十分出色，球季揭幕日6-2大勝AFC溫布頓的比賽，他取得進球和助攻。8月28日聯賽盃第二輪4-2擊敗莱斯特城的比賽，他同樣打進一球。9月15日4-0大勝牛津聯，他打進兩球和交出一助攻。單在球季上半季，马霍马已在23場聯賽打進6球。之後他在對弗利特伍德镇、埃克塞特城和莫克姆的三場比賽打進了四球，而他本人亦因此當選為二月份最佳球員，此外他亦成為英乙年度最佳球員的侯選十人之。2012/13球季結束之際，球隊已提前取得晉級附加賽一席，马霍马在餘下的聯賽對艾宁顿斯坦利 和韦康比流浪者分別打進一球和兩球。在晉級附加賽對布拉德福德城的比賽，保顿艾尔宾在首回合以3-2領先，其中一球由马霍马主射點球；可是布拉德福德城最終以總比數5-4擊敗保顿艾尔宾。马霍马在整個賽季各項賽事上場50次打進18球，並入選PFA英乙年度最佳陣容，為首位入選的保顿艾尔宾球員，此外亦當選為球員選出年度最佳球員。
马霍马與球隊合約在2012/13年到期，他本人亦收到球隊提供的新合約，此外傳出數家英冠球會有意簽下他。马霍马留隊機會渺茫，教練加利·路维特亦接受他離隊的事實。马霍马效力保顿艾尔宾期間成為球迷最受歡迎的球員之一，被球迷選入釀酒者最佳陣容。

### 谢周三
2013年6月，马霍马與英冠球會谢周三簽約兩年。
马霍马首次代表新球會上場是對剛降級的女王公园巡游者，在37分鐘入替乔·麦塔克，以2-1戰敗完場。效力谢周三期間，马霍马的上場時間和進球不如在保頓艾爾賓般那麼多，他大部份上場都是替補上場，首顆進球要在2013年12月21日才打進，可是仍以2-1輸給伯恩茅斯。數星期後在足總盃第三輪，他再次打進一球使球隊以4-1擊敗马科斯菲尔德。2014年2月22日對哈德斯菲尔德的比賽，他打進在新球會第二顆聯賽進球，以2-0獲勝。對威根竞技的比賽時受傷使他錯過了十一場比賽，以及因病而錯過兩場賽事。马霍马傷癒後在球季最後一場聯賽上場，在80分鐘入替，最終以2-1輸給伊普斯维奇城。整個賽季他共上場30次打進3球。
2014/15球季首場比賽對布莱顿，马霍马交出一助攻使球隊以1-0小勝。之後在英聯盃第一輪3-0戰勝諾士郡賽事中打進新球季首球。2015年2月14日對米尔沃尔的賽事，他交出三助攻使球隊以3-1全取3分。
儘管马霍马有意與球會續約，最終他仍是約滿被球會放棄釋出。

### 伯明翰
2015年6月，马霍马與伯明翰教練加利·路维特再度共事，簽下兩年合約另加一年選擇權，首次上場是聯賽盃對布里斯托尔流浪者的比賽，马霍马與先開紀錄最終以2-1晉級至下一輪。他在伯明翰首個聯賽進球是作客以2-0擊敗米尔顿凯恩斯的比賽。

## 國家隊生涯
2010年5月，马霍马被徵召上民主剛果成年隊參與在奧地利和瑞士舉行的賽事。5月20日，马霍马入選民主剛果B隊對沙特阿拉伯B隊並首次為國上場並打進一球。马霍马在翌日首次代表成年隊上場，對手同樣是沙特阿拉伯，他在下半場換入，之前第二次為國上場要等到2015年3月不敵伊拉克的賽事。马霍马首次代表國家參與正式比賽是2018年世界盃外圍賽作客3-2擊敗布隆迪，三天後主戰迎戰布隆迪的賽事亦有上場，最終以2-2戰平，使剛果得以晉級至小組賽。

## 榮譽
個人
- PFA英乙年度最佳陣容：2012–13[47]

## 外部連結
- 足球数据库：Jacques Maghoma的球员统计数据
- 雅克·马霍马在 National-Football-Teams.com 上的出场纪录